# Kirchenbezirk Bad Cannstatt
Der Evangelische Kirchenbezirk Bad Cannstatt (bis 1994 Evangelischer Kirchenbezirk Cannstatt) war einer von zuletzt 51 Kirchenbezirken bzw. Dekanaten der Evangelischen Landeskirche in Württemberg. Mit Wirkung vom 1. Januar 2008 wurde er mit den drei anderen Kirchenbezirken Stuttgarts Stuttgart, Degerloch und Zuffenhausen zum Kirchenkreis Stuttgart vereinigt. Das Gebiet des Kirchenbezirks Bad Cannstatt lebt jedoch als Dekanatsbezirk Bad Cannstatt innerhalb des Kirchenkreises Stuttgart weiter.

## Geografie
Der Kirchenbezirk Bad Cannstatt lag in der Mitte der württembergischen Landeskirche. Sein Gebiet umfasste die Stuttgarter Stadtbezirke Bad Cannstatt, Hedelfingen, Mühlhausen (ohne die Stadtteile Freiberg und Mönchfeld), Münster, Obertürkheim, Untertürkheim und Wangen sowie den Stadtteil Frauenkopf des Stadtbezirks Stuttgart-Ost.

### Nachbarkirchenbezirke
Der Kirchenbezirk Bad Cannstatt grenzte an folgende Kirchenbezirke (im Uhrzeigersinn beginnend im Osten): Waiblingen (Prälatur Heilbronn), Esslingen, Degerloch, Stuttgart und Zuffenhausen (alle Prälatur Stuttgart).

## Geschichte
Das Dekanat Bad Cannstatt (damalige Bezeichnung Spezialsuperintendentur Cannstatt) wurde schon 1535, also nach Einführung der Reformation in Württemberg errichtet. Es gehört damit zu den ältesten Dekanaten der Landeskirche. Das Dekanat war identisch mit dem Oberamt Cannstatt, das 1923 aufgehoben wurde. Es gehörte zunächst zum Generalat Adelberg, ab 1810 zu Urach, seit 1823 zu Ludwigsburg und seit 1933 zur Prälatur Stuttgart. Im Zuge der Aufhebung des Amtsoberamts Stuttgart bzw. durch die Eingliederung einiger Gemeinden in die Stadt Stuttgart wurde das Gebiet des Dekanats Cannstatt vergrößert.
Die Kirchengemeinde Feuerbach wechselte mit Wirkung vom 1. April 1922 vom Kirchenbezirk Plieningen in den Kirchenbezirk Cannstatt. Infolge der Auflösung einiger Kreise bzw. Oberämter in Württemberg 1939 wurden auch die kirchlichen Verwaltungsbezirke teilweise neu gegliedert. So wurden mit Wirkung vom 1. April 1939 die Kirchengemeinden Rommelshausen und Stetten im Remstal in den Kirchenbezirk Waiblingen umgegliedert. Im Gegenzug erhielt der Kirchenbezirk Cannstatt vom Kirchenbezirk Plieningen die Kirchengemeinde Heumaden, vom Kirchenbezirk Leonberg die Kirchengemeinde Weilimdorf und vom Kirchenbezirk Ludwigsburg die Kirchengemeinde Zuffenhausen. Mit Wirkung vom 1. April 1947 wurde die Kirchengemeinde Heumaden jedoch wieder in den nunmehrigen Kirchenbezirk Degerloch umgegliedert. Gleichzeitig wurde auch die Kirchengemeinde Sillenbuch dem Kirchenbezirk Degerloch zugeordnet.
Infolge des Einwohnerzuwachses im Raum Stuttgart wurde am 1. Januar 1965 der neue Kirchenbezirke Zuffenhausen aus dem westlichen Gebiet des Kirchenbezirks Cannstatt gebildet. Zum 1. Januar 1990 wurde der Kirchenbezirk Cannstatt nochmals verkleinert, in dem die nicht zum Stadtgebiet Stuttgarts gehörigen Kirchengemeinden, die Gesamtkirchengemeinde Fellbach mit ihren Teilkirchengemeinden sowie die Kirchengemeinden Schmiden und Oeffingen dem Kirchenbezirk Waiblingen zugeordnet wurden. Damit erreichte der Kirchenbezirk Cannstatt seine letztgültige Ausdehnung. Mit Wirkung vom 28. Juli 1994 wurde er in Kirchenbezirk Bad Cannstatt umbenannt.
Um ein einheitliches Kirchenwesen innerhalb der Stadtgrenzen Stuttgarts zu schaffen, wurde 1983 der „Evangelische Stadtverband Stuttgart“ gegründet, dem neben dem Kirchenbezirk Bad Cannstatt auch die drei anderen Stuttgarter Kirchenbezirke (Degerloch, Stuttgart und Zuffenhausen) angehörten. Der Stadtverband traf sich einmal im Jahr zu einer großen Versammlung. In ihm waren die Kirchengemeinden und diakonische Einrichtungen im Stadtgebiet Stuttgart (z. B. die „Evangelische Gesellschaft“ und das „Haus der Familie“) mit Sitz und Stimme vertreten. Geleitet wurde der Stadtverband von einem gewählten Vorsitzenden, das war jeweils einer der vier Dekane (seit 1999 war es Stadtdekan Hans-Peter Ehrlich). Zum 1. Januar 2008 wurden die vier Kirchenbezirke bzw. der Stadtverband Stuttgart zu einem einheitlichen Kirchenkreis Stuttgart vereinigt.

## Leitung des Kirchenbezirks
Die Leitung des Kirchenbezirks oblag der Bezirkssynode, dem Kirchenbezirksausschuss (KBA) und dem Dekan. Letzter Dekan war seit 1993 Gustav-Adolf Dinkelaker (1944–2011), der zugleich einer der Pfarrer an der Stadtkirche in Bad Cannstatt ist. Er ist auch weiterhin Dekan des Dekanatsbezirk Bad Cannstatt innerhalb des Kirchenkreises Stuttgart.

### Dekane des Kirchenbezirks Bad Cannstatt seit 1816
- 1816–1832 Karl Viktor Hauff
- 1833–1841 Karl August Bernhard Hochstetter
- 1841–1864 Johann Ernst Gleissberg
- 1864–1866 Urban Heberle
- 1866–1879 Karl Heinrich Krauß (1809–1887)
- 1879–1890 Rudolf Georg Ludwig Rooschüz (1827–1890)
- 1891–1896 Oskar Achilles Gustav von Schwarzkopf (1838–1903)
- 1896–1900 Paulus Braun (1842–1924)
- 1900–1921 Hermann Oehler (1846–1931)
- 1921–1932 August Johann Franz Kübler (1860–1937)
- 1932–1950 Friedrich Roos
- 1950–1967 Gotthilf Weber (1900–1987)
- 1967–1972 Georg Pfäfflin (1908–1972)
- 1973–1990 Wolf-Dietrich Hardung (1927–2009)
- 1990–1992 Klaus Sattler (1936–2000)
- 1993–2009: Gustav-Adolf Dinkelaker (1944–2011), seit 2008 Dekan des Dekanatsbezirk Bad Cannstatt innerhalb des Kirchenkreises Stuttgart
- seit 2010: Eckart Schultz-Berg (* 1960)

## Kirchengemeinden
Im Kirchenbezirk Bad Cannstatt gab es zuletzt insgesamt 21 Kirchengemeinden. Davon haben sich zwölf Kirchengemeinden zu insgesamt zwei Gesamtkirchengemeinden zusammengeschlossen, bleiben jedoch weiterhin rechtlich selbständige Körperschaften des öffentlichen Rechts.
Bis zum Zusammenschluss der beiden Kirchengemeinden Untertürkheim Stadtkirche und Untertürkheim Wallmerkirche zur Kirchengemeinde Untertürkheim Stadt- und Wallmerkirche gab es noch 22 Kirchengemeinden. Auf eine ausführliche Beschreibung der einzelnen Kirchen wurde verzichtet, weil alle Kirchengebäude im besonderen Artikel Kirchen in Stuttgart beschrieben sind. Zur Geschichte der einzelnen Kirchengemeinden siehe den Artikel Kirchenkreis Stuttgart.
Die zuletzt 21 Kirchengemeinden des Kirchenbezirks Bad Cannstatt waren:
Gesamtkirchengemeinde Bad Cannstatt (bestehend aus den neun Kirchengemeinden: Andreäkirchengemeinde Bad Cannstatt, Blumhardtkirchengemeinde Bad Cannstatt, Lutherkirchengemeinde Bad Cannstatt, Sommerrainkirchengemeinde Bad Cannstatt, Stadtkirchengemeinde Bad Cannstatt, Steigkirchengemeinde Bad Cannstatt, Steinhaldenfeldkirchengemeinde Bad Cannstatt, Stephanuskirchengemeinde Bad Cannstatt und Wichernkirchengemeinde Bad Cannstatt), Kirchengemeinde Stuttgart-Hedelfingen, Kirchengemeinde Stuttgart-Hofen, Kirchengemeinde Stuttgart-Mühlhausen, Kirchengemeinde Stuttgart-Münster, Kirchengemeinde Stuttgart-Neugereut, Kirchengemeinde Stuttgart-Obertürkheim, Kirchengemeinde Stuttgart-Rohracker/Frauenkopf, Kirchengemeinde Stuttgart-Uhlbach, Kirchengemeinde Stuttgart-Wangen und Gesamtkirchengemeinde Untertürkheim (bestehend aus den drei Kirchengemeinden Gartenstadtkirchengemeinde Untertürkheim, Stadt- und Wallmerkirchengemeinde Untertürkheim und Kirchengemeinde Stuttgart-Rotenberg).

## Archivquellen
- Bestand: Visitationsberichte.   Landeskirchliches Archiv Stuttgart. 1581–1822.   Signatur: A 1.
- Bestand: Kirchenvisitationsakten.   Hauptstaatsarchiv Stuttgart. ca. 1601–1840.   Signatur: A 281.
- Bestand: Ortsakten [mit Digitalisaten der Pfarrbeschreibungen und Pfarrberichte (darin u. a.: Chronik, Filialverhältnisse)].   Landeskirchliches Archiv Stuttgart. ca. 1550–1923.   Signatur: A 29.
- Bestand: Ortsakten [mit Digitalisaten der Pfarrberichte (darin u. a.: Filialverhältnisse)].   Landeskirchliches Archiv Stuttgart. ca. 1924–1966.   Signatur: A 129.
- Bestand: Ortsakten [mit Visitationsberichten].   Landeskirchliches Archiv Stuttgart. ca. 1967–1989.   Signatur: A 229.
- Archivgut: Dekanatsarchive.   Landeskirchliches Archiv Stuttgart.   Signatur: F-Bestände.
- Archivgut: Pfarrarchive.   Landeskirchliches Archiv Stuttgart.   Signatur: G-Bestände.